# SG-V-3122
La  SG-V-3122  es una carretera de la Red de Carreteras de la Diputación de Segovia en la provincia de Segovia (España), Esta carretera conecta la autovía A-601 con la carretera autonómica CL-605 a través de Valseca y Hontanares de Eresma. Tiene una longitud de 8,21 km

## Localidades que atraviesa
Valseca y Hontanares de Eresma

## Mejoras
En 2023, la Diputación de Segovia invirtió más de 450.000 euros en la mejora de la carretera SG-V-3122. Estas obras tuvieron como principal objetivo mejorar la seguridad vial y las condiciones del firme, especialmente en tramos que presentaban un estado deteriorado. Entre las intervenciones más destacadas se encuentra el ensanchamiento de la calzada, lo que permite ahora el cruce seguro de vehículos pesados en toda su extensión.
Además, se realizó una importante mejora en la curva del kilómetro 3+950, que presentaba riesgos para los conductores. Los trabajos incluyeron el trazado de curvas de transición y la construcción de una plataforma más ancha para garantizar la seguridad. También se reforzó el pavimento en un tramo de casi 4 kilómetros, desde el puente sobre el río Eresma hasta la localidad de Valseca. 